# Aprilia RSV 250
L'Aprilia RSV 250 è una motocicletta da competizione della casa Aprilia, che ha corso nella classe 250 del motomondiale dal 1991 al 2009, sostituendo la vecchia Aprilia AF1.
Presenta nel 1991 come RS250V, dal 2005 la moto assunse la nuova denominazione RSW 250, mentre un'ulteriore evoluzione nel 2007 ne modificò nuovamente la sigla in RSA 250. Nello stesso anno, in seguito all'acquisizione della casa di Noale da parte del Gruppo Piaggio, questo modello venne schierato nel motomondiale anche con il marchio Gilera, assumendo il nome di Gilera RSA 250.
Nel 1993 la RSV servì da base di sviluppo per la versione RSW-2 500, che l'anno seguente debuttò nella classe regina.

## Descrizione

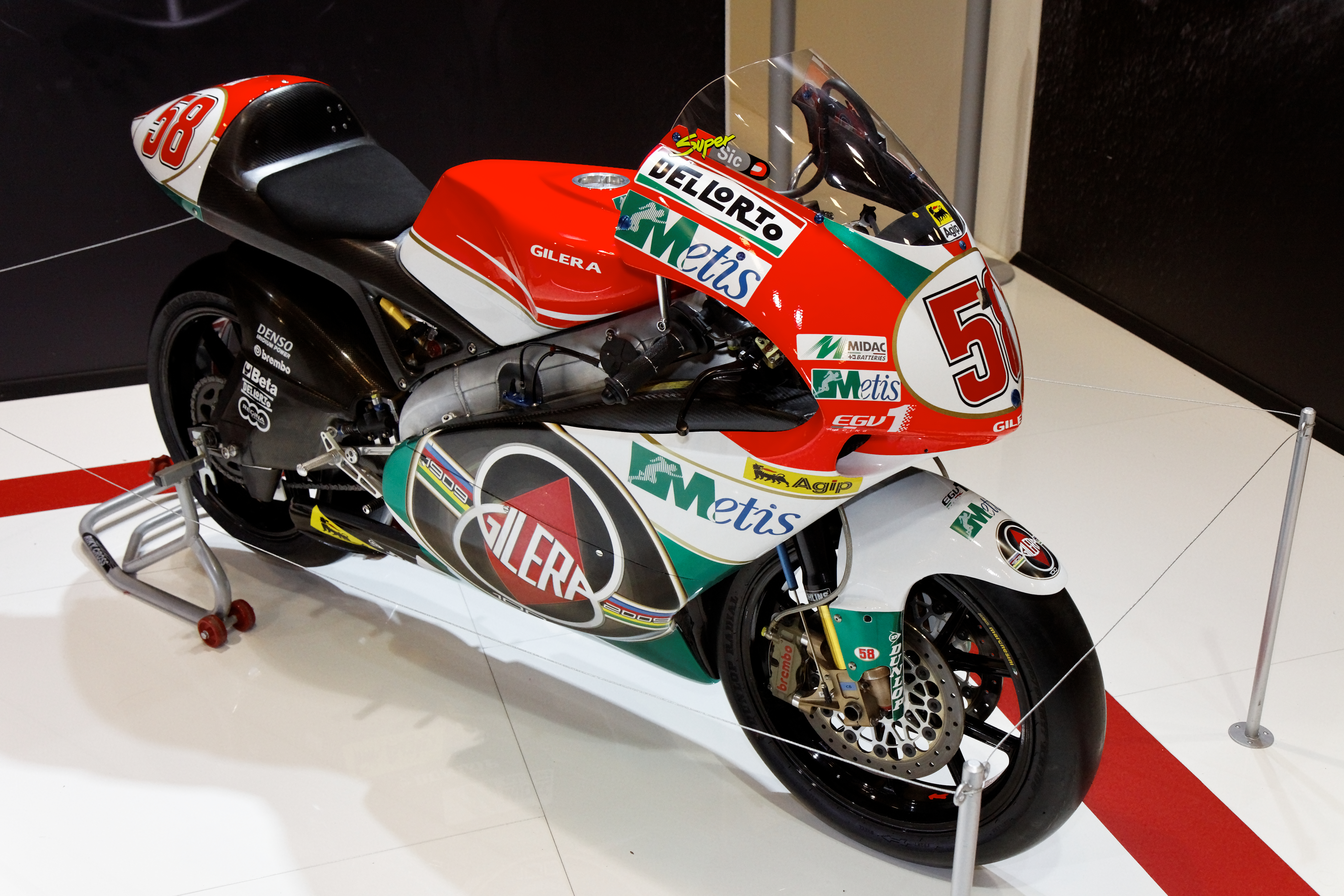
La RSA 250 del 2008 a marchio Gilera, guidata da Marco Simoncelli.

Inizialmente l'impianto frenante anteriore era disponibile sia con i dischi in carbonio da 273 mm che in acciaio al carbonio da 300 mm, poi dal 1994 si è utilizzato solo il doppio disco in carbonio o da 255 mm o da 273 mm, per quanto riguarda l'impianto posteriore è sempre stato con un solo disco in acciaio al carbonio, inizialmente da 184 mm, poi dal 1996 da 190 mm.
Questa moto dal 2007 è stata resa disponibile in una nuova versione ed è stata modificata la sigla in RSA; è caratterizzata da molti particolari diversi rispetto al modello precedente, tra cui il sistema d'aspirazione nel carter rivisto (sempre con aspirazione a destra) e la nuova disposizione degli alberi del cambio (verticali invece che orizzontali) e dei gruppi termici, inoltre è variato le misure del telaio per poter adoperare un forcellone di maggiore lunghezza e ottenere benefici in accelerazione e trazione. Un'altra novità è il sistema a tre accelerometri per avere più dati per la gestione della potenza della moto in situazioni di bassa aderenza (controllo di trazione), in modo da poter velocizzare lo sviluppo della Aprilia RSV4 (che dal 2009 partecipa al campionato mondiale Superbike).
Questo nuovo motore è sì più potente e con un arco di funzionamento più ampio, ma richiede comunque sia di dover rimanere almeno a 6.000 rpm per poter funzionare correttamente, mentre entra a regime di funzionamento a 10.000 rpm, per poter generare la potenza massima a 13.500 rpm e fermarsi a 14.000 rpm per via del limitatore di giri.